# Pan-Mongolismus

Ein Vorschlag für die Groß-Mongolei

Der Pan-Mongolismus oder mongolischer Nationalismus ist die Ideologie, alle mongolischen Völker zu vereinen und einen groß-mongolischen Staat zu gründen. Die Bewegung schließt Tuwiner, Kasachen und einige andere sibirische Völker mit ein, von denen angenommen wird, dass sie mongolische Vorfahren haben.

## Geschichte
Der Ursprung dieser Idee geht bis auf Dschingis Khan zurück, der bereits einmal alle Mongolen vereinte. Während des Zweiten Weltkriegs bekam die Idee erneut starken Aufschwung und wurde vom japanischen Kaiserreich unterstützt. Viele mongolische paramilitärische Gruppen versuchten in dieser Zeit, alle Nicht-Mongolen zu vertreiben und planten, mit Hilfe der japanischen Armee bis ins zentrale China zu marschieren.
Nach der Niederlage Japans übernahmen Kommunisten die Macht in der Mongolei und die Idee einer Groß-Mongolei rückte in den Hintergrund. Nach dem Fall des Kommunismus erstarkte der Pan-Mongolismus und ist heute ein teilweise zentraler Teil der mongolischen Politik. Die Mongolei ist heute eine der nationalistischsten Nationen der Welt. China schloss mit der Mongolei einen Pakt, die territorialen Grenzen zu respektieren. Dafür werde China die Rechte der Mongolen in der inneren Mongolei stärken und fördern.

## Pan-mongolische Parteien
Die Partei Tsagaan Chas, die Mongolische Volkspartei, die Demokratische Partei (inklusive der National-Demokratischen Partei), sowie einige andere Gruppen in der Mongolei und eine Vielzahl von Gruppierungen in China, Russland, Korea und Kasachstan unterstützen oder haben den Pan-Mongolismus in ihrem Parteiprogramm.